# Don Juan (Byron)
Don Juan es un poema satírico creado por Lord Byron, basado en la leyenda de Don Juan. Lord Byron retrata a Don Juan no como un mujeriego, pero si como alguien fácilmente seducido por las mujeres. Es una variante de la forma épica que el mismo Byron calificó de "sátira".
Byron completó 16 cantos, dejando el canto 17 sin terminar a causa de su muerte en 1824. Byron afirmó que no tenía ideas en su mente en cuanto a lo que sucedería en posteriores cantos cuando escribía su obra.
Cuando los dos primeros cantos fueron publicados de forma anónima en 1819, el poema fue criticado por su "contenido inmoral", aunque fue también muy popular.

## Argumento
La historia, relatada a lo largo de diecisiete cantos, comienza con el nacimiento de Don Juan. De joven es precoz sexualmente y tiene una aventura con una amiga de su madre. El esposo de ella se entera y Don Juan es enviado a Cádiz. En el camino naufraga pero sobrevive y conoce a la hija de un pirata, cuya tripulación vende a Don Juan como esclavo. La esposa de un rico sultán compra a Don Juan y lo disfraza de mujer para poder introducirlo furtivamente en su palacio. Don Juan escapa, se une al ejército ruso y rescata a una niña musulmana llamada Leila. Don Juan conoce a Catalina la Grande, quien le pide que se una a su corte. Don Juan enferma, es enviado a Inglaterra, donde encuentra a alguien para vigilar a Leila. A continuación, se producen algunas aventuras relacionadas con la aristocracia de Gran Bretaña. El poema termina con Canto XVII.
Se ha barajado la posibilidad de que el personaje de Doña Inés (la madre de Don Juan) sea un retrato muy velado de la propia esposa de Byron, Annabella Milbanke (hija de Sir Ralph Milbanke).

## Ediciones en español de la obra
Si bien no existe un censo de referencia con las traducciones del poeta inglés al idioma español, el registro realizado por Philip H. Churchman en 1898 indica que las primeras traducciones al idioma español de la obra serían:
- Librería Americana de París, 1829. Traducción de José Joaquín de Mora (Aparentemente se trataría de una traducción en prosa que ha sido referenciada en escritos posteriores pero que nunca se llegó a editar.)
- Unión Comercial, Madrid, 1843. Traducción en verso de traductor desconocido.
- Librería de Leocadio Lopez, Madrid, 1876. Traducción en verso del traductor F. Villalva.
- Biblioteca Amena é Instructiva, Barcelona, 1883. Traducción en verso del traductor J. A. R.

Otras ediciones posteriores traducidas de la obra se encuentran en:
- Obras escogidas. El Ateneo, Buenos Aires, 1951. Traducción de F. Villalva.